# Keith Barry
Keith Patrick Barry (n. 2 octombrie 1976 în County Waterford) este un iluzionist, mentalist și prestidigitator irlandez.

## Viața în familie
Interesul lui Barry pentru magie a început la vârsta de 14 ani, când a cumpărat o carte intitulată Magia pentru Începători.
La vârsta de 82 de ani, bunicul lui Barry a fost atacat în locuința lui din Waterford de către hoți în 2009, murind mai târziu din cauza rănilor. Barry și tatăl lui au început o campanie pentru a extermina abuzul împotriva bătrânilor în casele lor, spunând că guvernul „insulta” bătrânii și că va „pune bețe-n roate țării” până guvernul va lua măsuri. Persoanele importante au pus incidentul pe seama legilor nepotrivite despre măsurile pe care oamenii le pot lua în mod legal pentru a se apăra în casele lor.

## Cariera
Cariera în televiziune a lui Barry a început cu un serial intitulat Keith Barry văzut îndeaproape, care a fost filmat între 2003-2005. Serialul a fost difuzat original în Europa și în alte 28 de țări de pe mapamond.
În 2004, Barry a apărut într-un episod special pe MTV intitulat Cu creierul spălat. Anul 2005 s-a terminat cu Keith Barry jucând într-un episod de Crăciun difuzat live în Europa. În Keith Barry Live cu Prietenii a colaborat cu diferite celebrități precum magicianul Billy McComb, Jim Corr din The Corrs, sau Surorile Conway.
Succesul lui Barry prin Europa împreună cu episodul special de pe MTV au condus la un acord de 4 ani cu CBS. Primul său episod specila de pe CBS a debutat pe 12 mai 2006 și a fost intitulat Keith Barry: Extraordinar. Episodul special a fost difuzat mai târziu de Ajunul Anului Nou 2006 pe The CW și de Anul Nou 2007 pe TV3 în Noua Zeelanda.
În Keith Barry: Extraordinar a făcut diferite numere de iluzionism și trucuri mentale. Într-un număr de hipnoză a făcut o gazdă a emisiunii Entertainment Tonight să uite că a rupt o anumită pagină dintr-o carte și a pus-o într-un plic pentru aproape 5 minute. În altul, a făcut un om legat la ochi să-și ridice brațul când el credea că ceilalți nu-l mai atingeau. Barry a folosit la început sugestia pentru a-l face să se „concentreze”, mințindu-l că îl atingea. Bărbatul și-a imaginat atingerea și și-a ridicat mâna, dar Barry și altă persoană din public doar și-au îndepărtat mâinile, voluntarul crezând că era încă atins.
După un turneu de succes prin Irlanda cu o săptămână în Vicar Street din Dublin, Keith și managerul lui, Eamonn Maguire, au fost grav răniți într-un accident de mașinăn pe strada dintre Belfast și Newry pe 1 martie 2007. Keith a suferit traume severe la piciorul stâng și s-a întors mai târziu în același an la Vicar Street.
Ca actor, a jucat în episodul „Open Water” din CSI: Miami.
În 2004 a fost invitat să participe la Conferințele TED în Monterey, California unde a făcut primul lui spectacol live. Acesta se află în topul celor mai vizionate conferințe TED din toate timpurile pe www.TED.com. S-a întors la TED în 2005 și a fost performerul special în seara deschiderii.
A făcut diferite numere de patru ori în Showul lui Ellen DeGeneres și de patru ori în Showul lui Paul O'Grady.
În 2009 Keith Barry a găzduit versiunea irlandeză a Deal or No Deal.